# Katheryn Winnick
Katheryn Winnick, született Katerena Anna Vinitska (Etobicoke, Ontario, 1977. december 17. –) ukrán származású kanadai színésznő.

## Élete és pályafutása
Pályafutása során olyan hírességekkel játszott együtt, mint Al Pacino és Christopher Walken a Született gengszterek, ileltve Kurt Russel és Matt Dillon A lopás művészete című filmekben.

## Filmográfia

### Film
| Év   | Magyar cím                         | Eredeti cím                                   | Szerep           | Magyar hang         |
| ---- | ---------------------------------- | --------------------------------------------- | ---------------- | ------------------- |
| 2001 |                                    | Biohazardous                                  | Jennifer         |                     |
| 2002 |                                    | Smoking Herb                                  | Marcia           |                     |
| 2002 |                                    | Fabled                                        | Liz              |                     |
| 2002 | Daddy's Little Girl (rövidfilm)    |                                               |                  |                     |
| 2002 | Két hét múlva örökké               | Two Weeks Notice                              | Tiffany          |                     |
| 2003 |                                    | What Alice Found                              | Julie            |                     |
| 2004 | Az 50 első randi                   | 50 First Dates                                | fiatal nő        | F. Nagy Erika       |
| 2004 |                                    | Satan's Little Helper                         | Jenna Whooly     |                     |
| 2004 | Hé, haver, nyomd a verdát!         | Going the Distance                            | Trish            | Ruttkay Laura       |
| 2004 |                                    | Our Time is Up (rövidfilm)                    | lelenc           |                     |
| 2005 | Hellraiser: Hellworld              | Hellraiser: Hellworld                         | Chelsea          | F. Nagy Erika       |
| 2006 | Mell-bedobás                       | Cloud 9                                       | Olga             | Huszárik Kata       |
| 2006 |                                    | Kiss Me Again                                 | Chalice          |                     |
| 2006 | Anyám nyakán                       | Failure to Launch                             | Melissa          | Schell Judit        |
| 2007 |                                    | When Nietzsche Wept                           | Lou Salome       |                     |
| 2008 | Gyilkos tréfa                      | Amusement                                     | Tabitha          | Nemes Takách Kata   |
| 2009 | Lélekölő                           | Cold Souls                                    | Sveta            | Peller Anna         |
| 2010 |                                    | Tranced                                       | Cleo             |                     |
| 2010 |                                    | Night and Day (rövidfilm)                     | July             |                     |
| 2010 |                                    | Radio Free Albemuth                           | Rachel Brady     |                     |
| 2010 |                                    | Choose                                        | Fiona Wagner     |                     |
| 2010 | Bérgyilkosék                       | Killers                                       | Vivian           | Majsai-Nyilas Tünde |
| 2010 | Szerelem és más drogok             | Love & Other Drugs                            | Lisa             | Haumann Petra       |
| 2011 |                                    | Bad $#*! Crazy                                | barátnő          |                     |
| 2012 |                                    | Children of the Air (rövidfilm)               | Samantha Thomas  |                     |
| 2012 | Született gengszterek              | Stand Up Guys                                 | Oxana            | Fésűs Bea           |
| 2012 | Pillantás Charlie Swan képzeletébe | A Glimpse Inside the Mind of Charles Swan III | Ivana            |                     |
| 2013 | A lopás művészete                  | The Art of the Steal                          | Lola             | Haumann Petra       |
| 2017 | A Setét Torony                     | The Dark Tower                                | Laurie Chambers  | Szilágyi Csenge     |
| 2018 | Halálos száguldás                  | Speed Kills                                   | Emily Gowen      |                     |
| 2019 | Szélsőség                          | Polar                                         | Vivian           |                     |
| 2020 | Wander                             | Wander                                        | Elsa Viceroy     | Haumann Petra       |
| 2021 | Az oltalmazó                       | The Marksman                                  | Sarah Pennington | Solecki Janka       |
| 2021 | Flag Day – A zászló napja          | Flag Day                                      | Patty Vogel      | Peller Anna         |

### Televízió
| Év        | Magyar cím                                    | Eredeti cím                              | Szerep                        | Megjegyzések                                                        |
| --------- | --------------------------------------------- | ---------------------------------------- | ----------------------------- | ------------------------------------------------------------------- |
| 1999      | Y-akták – A lélek határai                     | PSI Factor: Chronicles of the Paranormal | Suzie                         | 1 epizód                                                            |
| 1999–2000 |                                               | Student Bodies                           | Holly Benson                  | 5 epizód                                                            |
| 2000      | Az elveszett ereklyék fosztogatói             | Relic Hunter                             | Roselyn                       | 1 epizód                                                            |
| 2001      |                                               | Screech Owls                             | Brianna Styles                | 1 epizód                                                            |
| 2002      | Zsaru az űrből                                | Tracker                                  | Laura                         | 2 epizód                                                            |
| 2002–2008 | Esküdt ellenségek: Bűnös szándék              | Law & Order: Criminal Intent             | Karyn Bennett / Carrie Conlon | 2 epizód                                                            |
| 2003      | Oz                                            | Oz                                       | Liesel Robson                 | 1 epizód                                                            |
| 2003      |                                               | Wild Card                                | Kendall                       | 1 epizód                                                            |
| 2003      | 10-8: Veszélyes őrjárat                       | 10-8: Officers on Duty                   | Lucy Johnson                  | 1 epizód                                                            |
| 2004      | CSI: Miami helyszínelők                       | CSI: Miami                               | Nicole Harjo                  | 1 epizód                                                            |
| 2004      | Eltűntnek nyilvánítva                         | 1-800-Missing                            | Julie Snyder                  | 1 epizód                                                            |
| 2005      | CSI: New York-i helyszínelők                  | CSI: NY                                  | Lisa Kay                      | 1 epizód                                                            |
| 2005      | Donald Trump: az ingatlanmogul és médiakirály | Trump Unauthorized                       | Ivana Trump                   | tévéfilm                                                            |
| 2006      | Gyilkos elmék                                 | Criminal Minds                           | Maggie Lowe                   | 1 epizód                                                            |
| 2006      |                                               | 13 Graves                                | Amy                           | tévéfilm                                                            |
| 2007      | Doktor House                                  | House                                    | Eve                           | 1 epizód                                                            |
| 2007      | Őrület és valóság                             | Tipping Point                            | Nina Patterson                | - tévéfilm - magyar hangja: - Bognár Anna                           |
| 2007      |                                               | Law Dogs                                 | Lisa Bennett                  | tévéfilm                                                            |
| 2008      | Esküdt ellenségek                             | Law & Order                              | Sarah Shipley                 | 1 epizód                                                            |
| 2009      | CSI: A helyszínelők                           | CSI: Crime Scene Investigation           | Maureen Martin                | 1 epizód                                                            |
| 2010      | Titkok otthona                                | The Gates                                | Kat Russo                     | 1 epizód                                                            |
| 2010      | Dr. Csont                                     | Bones                                    | Hannah Burley                 | 7 epizód                                                            |
| 2011      | Glades – Tengerparti gyilkosságok             | The Glades                               | Valerie Dorman                | 1 epizód                                                            |
| 2011      | Nikita                                        | Nikita                                   | Kelly                         | 1 epizód                                                            |
| 2012      | A szállító                                    | Transporter: The Series                  | Darcy Daniels                 | 1 epizód                                                            |
| 2013–2020 | Vikingek                                      | Vikings                                  | Lagertha                      | - főszereplő és rendező (1 epizód) - magyar hangja: - Haumann Petra |
| 2015      | A célszemély                                  | Person of Interest                       | Frankie Wells                 | 1 epizód                                                            |
| 2019      | Wu Wei: Az öt elem küzdelme                   | Wu Assassins                             | Christine "C.G." Gavin        | - főszereplő és rendező (1 epizód) - magyar hangja: - Vadász Bea    |
| 2020–2023 | Végtelen égbolt                               | Big Sky                                  | Jenny Hoyt                    | főszereplő                                                          |